# Поховальна церемонія
Поховальна церемонія — офорт, дизайн котрого розробив бельгійський художник і графік Моріс Лангаскенс (1884—1946).

## Дещо про автора
Моріс Лангаскенс здобув художню освіту в академії міста Брюссель. Його вчитель Костянтин Монталь був прихильником символізму. Не дивно, що учень без значного на той час досвіду (художнього і життєвого) потрапив під впливи символізму.
З початком першої світової війни був мобілізований. Але 9 серпня 1914 року був захоплений у полон і вивезений у табір військовополонених у Німеччину. Перебування у полоні в Німеччині розтяглося на три з половиною роки. За цей час він був в ув'язнені у трьох різних таборах полонених. Аби не божеволіти і не втрачати надію на визволення почав малювати портрети військовополонених та сценки їх життя в таборах. Згодом була створена сумна серія малюнків та гуашей. У геттингенському таборі військовополонених у 1916 році він показав одинадцять малюнків і ще вісімдесят два у 1918 року після визволення.
Випробування військовополоненого справило пригнічуюче враження на свідомість художника. Він відкрив для себе трагічні сторінки життя, незважаючи на власну молодість. У творах митця в повоєнний період відбились драматичні чи трагедійні ноти. Його художня манера почала нести риси експресіонізму. Драматичні риси він почав вбачати навіть у простому побуті працівників у роки мирного життя, в їх виснажливій праці, що межувала з виживанням.

## Опис твору
У повоєнний період вважав себе зобов'язаним пам'ятати про загиблих та увічнити пам'ять про них. Так, він розробив картон «Поховадьна хода» або «Поховальна церемонія». Пагорбом до кладовища шестеро колишніх солдат несуть труну з убитим товаришем. Труна вкрита прапором. Озаками бельгійскості у творі стали місцевий варіант військових ствоїв та народне дерев'яне взуття — сабо.
Незважаючи на перебування далеко від фронту, Лангаскенс лише номінально збільшив шанс вижити. Адже він міг померти від інфекційних хвороб, отруєння, бути убитим збожеволівшим військовополоненим чи сам збожеволіти. Смерть ходила поряд із ним до закінчення полону. В пам'ять про трирічне перебування в полоні були створені офорти «Кінець полону» та варіанти гравюри «Покойся з миром». Остання композиція тривалий час мучила його свідомість і він зробив декілька її варіантів.